# Liste des conseillers généraux de Loir-et-Cher
Pour un article plus général, voir Conseil général de Loir-et-Cher.

## Composition du Conseil général deLoir-et-Cher
| Parti                                | Sigle | Élus |
| ------------------------------------ | ----- | ---- |
| Opposition (8 sièges)                |       |      |
| Parti Socialiste                     | PS    | 4    |
| Divers gauche                        | DVG   | 4    |
| Majorité (22 sièges)                 |       |      |
| Union des démocrates et indépendants | UDI   | 7    |
| Union pour un mouvement populaire    | UMP   | 7    |
| Divers droite                        | DVD   | 5    |
| Mouvement démocrate                  | MoDem | 3    |
| Président du Conseil Général         |       |      |
| Nicolas Perruchot (LR)               |       |      |

## Liste des conseillers généraux deLoir-et-Cher
| Canton                                 | Circ. | Conseiller général     | Etiquette | Série |
| Arrondissement de Blois                |       |                        |           |       |
| Canton de Blois-1                      | 1     | Marie-Hélène Millet    | MoDem     | 2008  |
| Canton de Blois-2                      | 1     | Michel Fromet          | PS        | 2011  |
| Canton de Blois-3                      | 1     | Geneviève Baraban      | PS        | 2011  |
| Canton de Blois-4                      | 1     | Marc Gricourt          | PS        | 2011  |
| Canton de Blois-5                      | 1     | Béatrice Amossé        | PS        | 2008  |
| Canton de Bracieux                     | 2     | Gilles Clément         | DVG       | 2011  |
| Canton de Contres                      | 1     | Jean-Luc Brault        | DVG       | 2008  |
| Canton d'Herbault                      | 3     | Raymonde Radlé         | PS        | 2008  |
| Canton de Marchenoir                   | 3     | André Boissonnet       | UDI       | 2011  |
| Canton de Mer                          | 3     | Claude Denis           | UMP       | 2008  |
| Canton de Montrichard                  | 1     | Jean-Marie Janssens    | UDI       | 2011  |
| Canton d'Ouzouer-le-Marché             | 3     | Bernard Dutray         | UDI       | 2011  |
| Canton de Vineuil                      | 1     | Claude Gorge           | PS        | 2008  |
| Arrondissement de Romorantin-Lanthenay |       |                        |           |       |
| Canton de Lamotte-Beuvron              | 2     | Patrice Martin-Lalande | UMP       | 2008  |
| Canton de Mennetou-sur-Cher            | 2     | Jean-Louis Marchenoir  | DVG       | 2008  |
| Canton de Neung-sur-Beuvron            | 2     | Claude Beaufils        | UMP       | 2011  |
| Canton de Romorantin-Lanthenay-Nord    | 2     | Tania André            | PS        | 2011  |
| Canton de Romorantin-Lanthenay-Sud     | 2     | Jean-Marie Bisson      | UMP       | 2011  |
| Canton de Saint-Aignan                 | 2     | Philippe Sartori       | DVD       | 2008  |
| Canton de Salbris                      | 2     | Agnes Thibault         | UDI       | 2012  |
| Canton de Selles-sur-Cher              | 2     | Jean-Paul Pinon        | UDI       | 2008  |
| Arrondissement de Vendôme              |       |                        |           |       |
| Canton de Droué                        | 3     | Maurice Leroy          | UDI       | 2008  |
| Canton de Mondoubleau                  | 3     | Jean Léger             | DVD       | 2011  |
| Canton de Montoire-sur-le-Loir         | 3     | Philippe Mercier       | UDI       | 2011  |
| Canton de Morée                        | 3     | Bernard Pillefer       | DVD       | 2008  |
| Canton de Saint-Amand-Longpré          | 3     | Serge Lepage           | UDI       | 2008  |
| Canton de Savigny-sur-Braye            | 3     | Bernard Bonhomme       | UDI       | 2011  |
| Canton de Selommes                     | 3     | André Buisson          | DVD       | 2008  |
| Canton de Vendôme-1                    | 3     | Catherine Lockart      | PS        | 2008  |
| Canton de Vendôme-2                    | 3     | Monique Gibotteau      | UDI       | 2008  |

## Anciens conseillers généraux
- Henri Amiot ;
- Amédée-Charles-Donatien de Gouvello ;
- Auguste-Philippe Donatien de Vimeur de Rochambeau ;
- Charles Beaupetit ;
- Jacques Bimbenet ;
- Daniel Chanet ;
- Jean Desanlis ;
- Pierre Fauchon ;
- Henri Giscard d'Estaing ;
- Roger Goemaere ;
- Jacqueline Gourault ;
- Michel de Guillenchmidt ;
- Jules Jean-Baptiste François de Chardebœuf ;
- François Mortelette ;
- Nicolas Perruchot ;
- Jacques Thyraud ;
- Guy Vasseur ;
- Roger Corrèze
- Charles-Pierre Barbier de Préville